# دوروثي درابر
دوروثي درابر (بالإنجليزية: Dorothy Draper)‏ هي مصممة ديكور داخلي أمريكية، ولدت في 22 نوفمبر 1889 في توكسيدو بارك في الولايات المتحدة، وتوفيت في 11 مارس 1969.